# 913-й стрелковый полк
913-й стрелковый полк  — воинская часть СССР в Великой Отечественной войне, входил в состав 244-й стрелковой дивизии.

## История формирования
В соответствии с Приказом Ставки ГК от 29 июня 1941 года за № 00100 «О формировании стрелковых и механизированных дивизий из личного состава войск НКВД» на Л. Берия была возложена ответственность за формирование 15 новых дивизий. 913-й стрелковый полк был сформирован в городе Дмитрове в составе 244-й стрелковой дивизии в первые месяцы войны.
В июле 1941 года полк в составе 244-й дивизии был отправлен на фронт.

## Боевой путь
На 10 июля 1941 года полк вместе с 244-й дивизии находился в составе 31-й армии, включённой в группу армий резерва Ставки.
С 20 июля 1941 года в составе 244-й стрелковой дивизии полк числился в составе действующей армии.
Выступив маршем из Дмитрова, к 24 июля 1941 года 913-й стрелковый полк в составе 244-й дивизии подходил в район Мончалово (западнее Ржева). Здесь полк в составе дивизии занял оборону.
С образованием в конце июля Резервного фронта полк вместе с 244-й дивизией, входившей в состав 31-й армии, был включён в состав фронта..

### Духовщинская операция

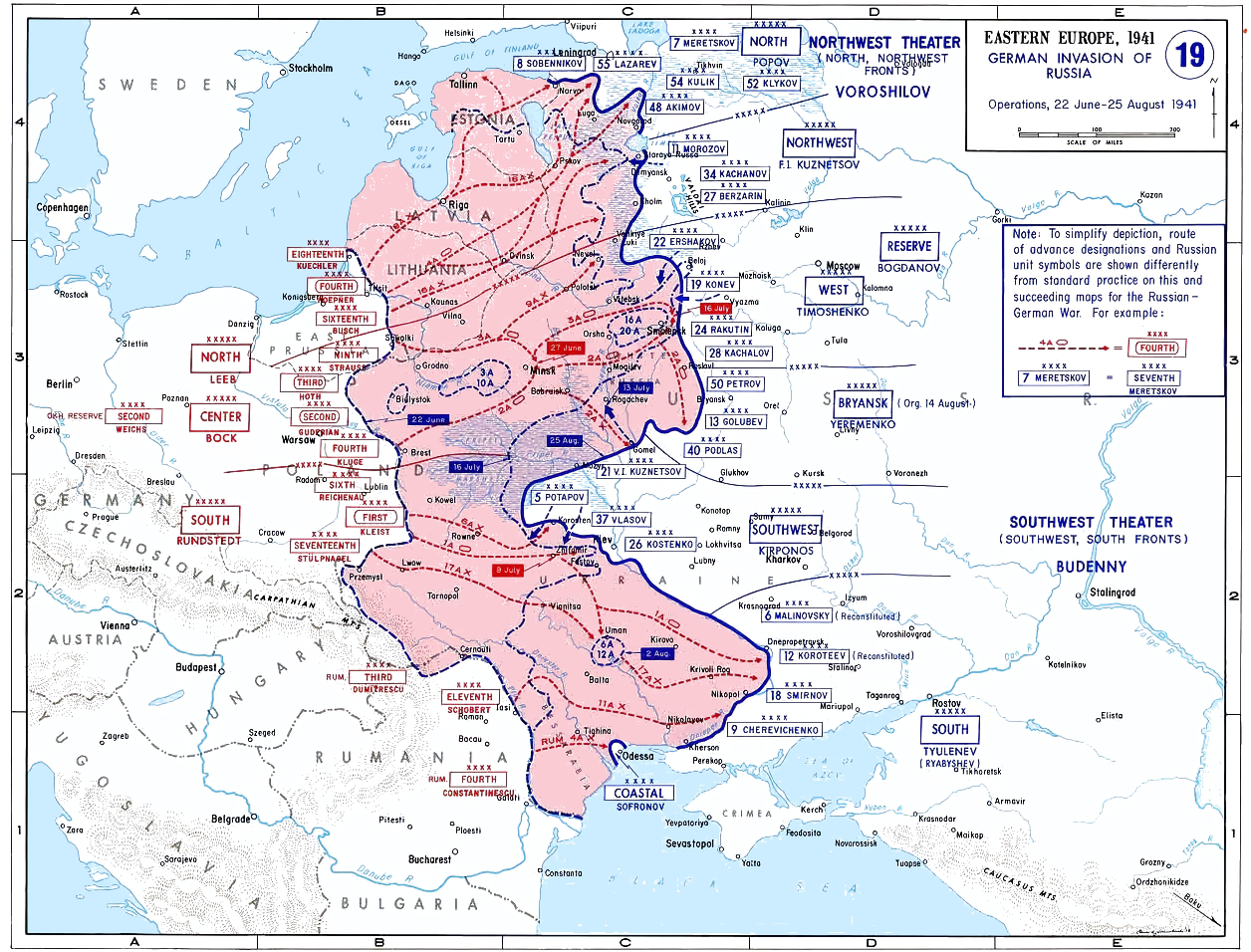
Июль-сентябрь 1941

В июле-августе 1941 года одним из важнейших участков борьбы было Смоленское направление.
23 августа 1941 года 29-я, 30-я и 19-я армии Западного фронта возобновили Духовщинскую операцию, при этом 19-я армия была усилена 244-й стрелковой и 45-й кавалерийской дивизиями. Однако вскоре наступление застопорилось.
28 августа 1941 года маршал С. К. Тимошенко приказал 1 сентября 1941 года возобновить наступление с целью овладения Смоленском.
1 сентября 1941 года началось новое наступление советских войск Западного фронта:

### Вяземская операция

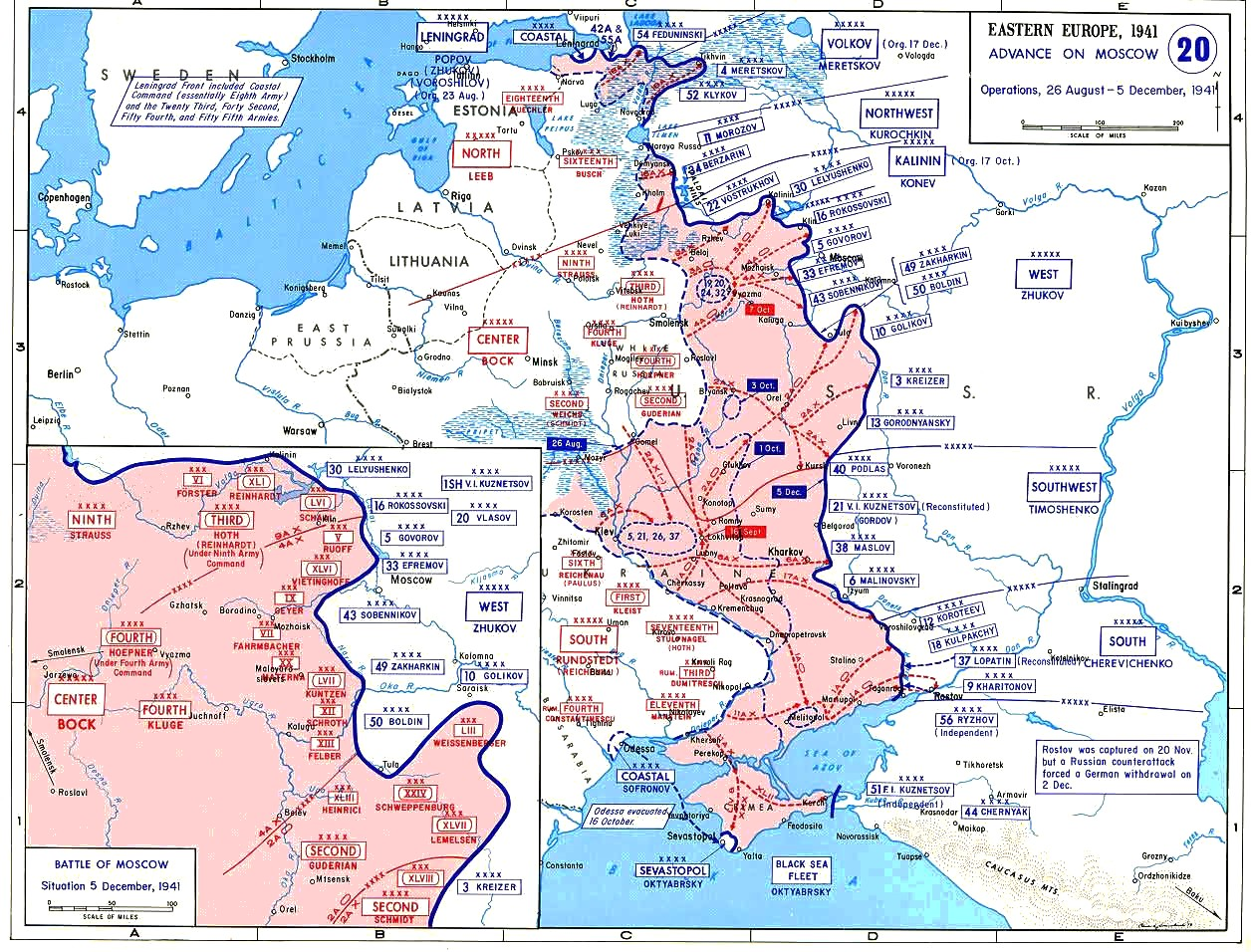
Операция «Тайфун»

2 октября 1941 года в 5 часов 30 минут утра началась мощная, 45-минутная артиллерийская подготовка по всему фронту девятой армии вермахта. После артиллерийской и авиационной подготовки и под прикрытием дымовой завесы противник начал атаки против войск Западного фронта.
Для обхода довольно плотного боевого порядка 162-й сд немцы воспользовались слабой обороной на участке соседа слева - 911-го сп 244-й сд.
«ПЕРЕГОВОРЫ ЛУКИНА с МАЛАНДИНЫМ. 15:00 03.10.41.
Противник больше полка с небольшим количеством танков сбил части 244 СД с реки Вотря, причём все пункты на западном берегу р. Вопь до Чибисово включительно, начиная с севера, заняты были противником, прорвавшихся от Хоменко [30-я Армия].
Части дивизии с особым отрядом Штарма ведут бой на рубеже вост. берег реки Вопь, Ветлица, Староселье, лес вост. Жуково, Симонова»...

«Но враг продолжал наращивать силы. Ему удалось отрезать 913-й полк [244 СД] от главных сил. На выручку ему пришёл командир соседнего, 907-го полка [244 СД] полковник Усанов. Он собрал все огневые средства (а было у него всего двенадцать орудий), всё, что осталось от поредевшей пулемётной роты, личный состав штаба полка, комендантский взвод. Артиллеристы обрушили на врага огонь прямой наводкой. Когда кончились снаряды, Усанов поднял бойцов в штыковую атаку. Кольцо было прорвано, и 913-й полк соединился с главными силами, но в этом бою полковник Усанов погиб. При выходе из окружения погиб и командир 913-го полка полковник Гурецкий». 
Полковник Гурецкий не погиб. Вероятно командовал 26 Алтайской запасной дивизией. Вероятно с февраля 1943 года полком командует подполковник  Барышников Ф.В., который впоследствии проходил службу с генералом Русецким в качестве командира полка 48 СД.

## Командный состав
- командир полка - полковник Гурецкий Фёдор Климентьевич 1901 г.р. , с 01.07.1941 до 02.10.1941 .